# Dissociation (chimie)
Pour les articles homonymes, voir Dissociation.

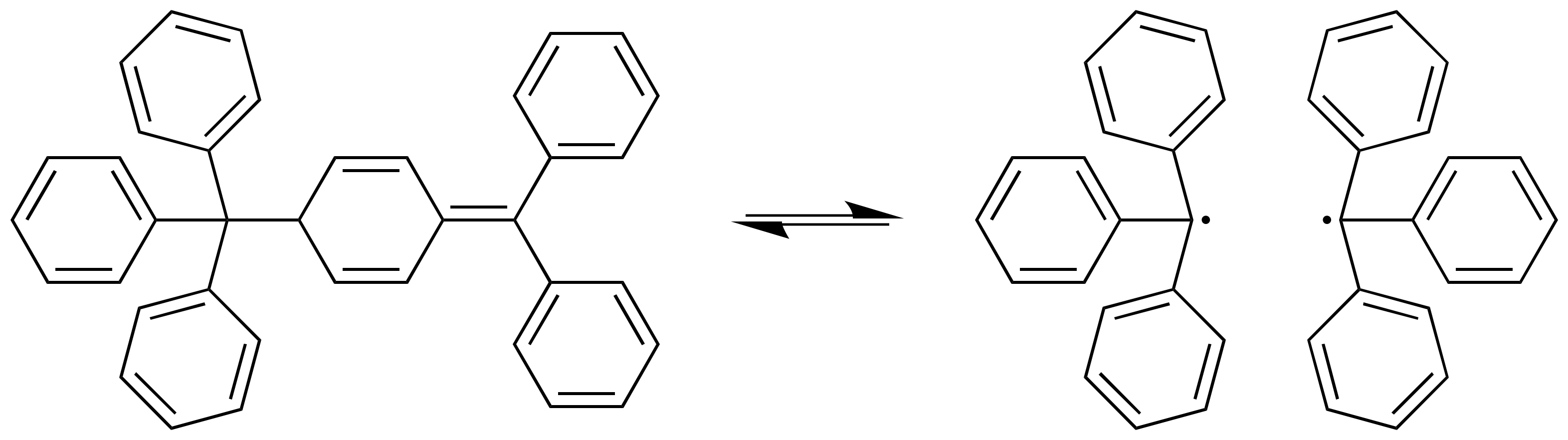
Schéma représentant la dissociation du.

La dissociation, en chimie et biochimie, est un processus général dans lequel des molécules (ou composés ioniques tels que des sels, ou complexes) se dissocient ou se séparent en des particules plus petites telles que des atomes, ions ou radicaux. Ainsi, quand un acide se dissout dans de l'eau, une liaison covalente entre un atome électronégatif et un atome d'hydrogène est rompue par hétérolyse, ce qui donne un ion hydronium (H+) et un ion négatif.
Les procédés associés sont souvent réversibles. Il y a alors association ou recombinaison.

## Constante de dissociation
Si un composé de formule AxBy se dissocie selon la réaction
AxBy ↔ xA + yB
alors la constante de dissociation Kd est
{\displaystyle K_{\mathrm {d} }={\frac {[\mathrm {A} ]^{x}\times [\mathrm {B} ]^{y}}{[\mathrm {A} _{x}\mathrm {B} _{y}]}}}

## Degré de dissociation
Le degré de dissociation est la fraction des molécules du soluté original qui a été dissociée. On le représente habituellement à l'aide du symbole grec α. Plus précisément, le degré de dissociation correspond à la quantité de soluté dissociée en ions ou radicaux par mole. Pour les acides et bases très forts, le degré de dissociation sera proche de 1. Les acides et bases moins puissants auront un degré de dissociation plus faible. Il existe une relation simple entre ce paramètre et le facteur de van 't Hoff i. Si le soluté se dissocie en n ions, alors
i = 1 + α (n - 1)
Par exemple, pour la dissociation suivante
KCl ↔ K+ + Cl−
pour n = 2, on a i = 1 + α.

## Sels
La dissociation des sels par solvatation dans une solution, par exemple aqueuse, correspond à la séparation en anions et cations. Le sel peut être récupéré par évaporation du solvant. 
Un électrolyte est une substance qui contient des ions libres et peut servir de milieu conducteur électrique. Dans un électrolyte faible, la plupart du soluté ne se dissociera pas, tandis que dans un électrolyte fort, il y aura un rapport plus élevé de soluté dissocié pour former des ions libres.
Un électrolyte faible est une substance dont le soluté existe dans une solution principalement sous forme de molécules, avec une petite fraction sous forme ionique. Ce n'est pas parce qu'une substance ne se dissout pas immédiatement que cela en fait un électrolyte faible. L'acide acétique (CH3COOH) et l'ammonium (NH4+) sont de bons exemples. L'acide acétique, un acide faible, est extrêmement soluble dans l'eau ; en solution aqueuse, le taux d'ions CH3COO− et H+ est très faible. La plupart des composés se dissolvent principalement en molécules, en faisant des électrolytes faibles. Des bases faibles et des acides faibles font généralement des électrolytes faibles.
Un électrolyte fort est un soluté qui existe dans une solution complètement ou presque sous forme d'ions. Encore une fois, la force d'un électrolyte est définie par le pourcentage de soluté sous forme d'ions au lieu de molécules. Plus le pourcentage est élevé, plus l'électrolyte est fort. Ainsi, même si une substance n'est pas très soluble, mais se dissocie complètement en ions, la substance est alors par définition un électrolyte fort. La même logique s'applique à l'électrolyte faible. Des acides forts, tels HCl et H2SO4, et des bases fortes sont de bons exemples ; ils existent sous forme d'ions en milieu aqueux.

## Gaz
Le degré de dissociation des gaz est noté avec le symbole α où α est le pourcentage de molécules de gaz qui se dissocient. Il existe plusieurs relations entre Kp et α, en fonction de la stœchiométrie de l'équation. On considère l'exemple du peroxyde d'azote (N2O4) se dissociant en dioxyde d'azote (NO2).
N2O4 ↔ 2NO2
Si la concentration initiale du peroxyde d'azote est de une mole par litre, cela va diminuer d'une valeur α à l'équilibre en donnant, par stœchiométrie, 2α moles de NO2. La constante d'équilibre (en termes de pression) est donnée par l'équation :
{\displaystyle K_{\mathrm {p} }={\frac {p(\mathrm {N} \mathrm {O} _{2})^{2}}{p(\mathrm {N} _{2}\mathrm {O} _{4})}}}
où p représente la pression partielle. Ainsi, à partir de la définition de pression partielle et en utilisant ptot pour représenter la pression totale et x pour la fraction molaire :
{\displaystyle K_{\mathrm {p} }={{\frac {(p_{\text{tot}})^{2}(x(\mathrm {N} \mathrm {O} _{2}))^{2}}{(p_{\text{tot}})(x(\mathrm {N} _{2}\mathrm {O} _{4}))}}={\frac {(p_{\text{tot}})(x(\mathrm {N} \mathrm {O} _{2}))^{2}}{(x(\mathrm {N} _{2}\mathrm {O} _{4}))}}}}
Le nombre total de moles à l'équilibre vaut (1-α)+(2α) ce qui est équivalent à 1+α. Donc, en substituant les fractions de mole avec les valeurs réelles par alpha et après simplification :
{\displaystyle K_{\mathrm {p} }={\frac {({p_{\text{tot}}})(4\alpha ^{2})}{(1+\alpha )(1-\alpha )}}={\frac {({p_{\text{tot}}})(4\alpha ^{2})}{(1-\alpha ^{2})}}}
Cette équation respecte le principe de Le Chatelier. La grandeur Kp sera constante avec la température. L'addition de la pression au système augmentera la valeur de ptot donc α doit diminuer pour garder Kp constant. En fait, augmenter la pression de l'équilibre entraîne une bascule vers la gauche pour favoriser la formation de peroxyde d'azote (vu que de ce côté de l'équilibre, il y a moins de pression car la pression est proportionnelle au nombre de moles) diminuant du même coup la portée de la dissociation α.

## Acides en solution aqueuse
La réaction d'un acide dans un solvant aqueux est souvent décrite comme une dissociation 
{\displaystyle \mathrm {HA\rightleftharpoons H^{+}+A^{-}} }
où HA est un acide protonique tel que l'acide acétique (CH3COOH). La double-flèche indique qu'il s'agit d'un équilibre chimique, où dissociation et recombinaison ont lieu en même temps. Cela implique que la constante d'acidité vaut
{\displaystyle K_{\mathrm {a} }=\mathrm {\frac {[H^{+}][A^{-}]}{[HA]}} }
Une description plus précise se fonde sur la théorie de Brønsted-Lowry, qui spécifie que le « proton » H+ n'existe pas en tant que tel dans la solution mais est en fait accepté par (lié à) une molécule d'eau sous la forme d'ion oxonium
H3O+.
La réaction s'écrit alors plus précisément
{\displaystyle \mathrm {HA+H_{2}O\rightleftharpoons H_{3}O^{+}+A^{-}} }
et mieux décrite comme une ionisation ou formation d'ions (si HA n'a pas de charge nette). La constante d'équilibre vaut alors 
{\displaystyle K_{\mathrm {a} }=\mathrm {\frac {[H_{3}O^{+}][A^{-}]}{[HA]}} }
où {\displaystyle {\rm {[H_{2}O]}}} n'est pas incluse car dans une solution diluée, le solvant est principalement un liquide pur avec une activité chimique de un.
Ka est indifféremment appelé constante de dissociation, constante d'ionisation acide, constante d'acidité ou encore constante d'ionisation. Elle sert d'indicateur de puissance de l'acide : les acides plus forts ont une valeur de Ka plus élevée (donc un pKa plus faible).

## Fragmentation
La fragmentation d'une molécule peut découler d'un processus d'hétérolyse ou d'homolyse.

## Récepteurs
Les récepteurs sont des protéines qui se lient à de petits ligands. La constante de dissociation Kd sert d'indicateur d'affinité du ligand au récepteur. Plus l'affinité est élevée, plus la valeur de Kd est faible (donc plus la valeur de pKd est élevée).